# Ana Bejerano
Ana Bejerano Etxebarria (Guecho, Vizcaya, España, 1961-Urdúliz, Vizcaya, 2 de enero de 2022) fue una cantante española, integrante de los grupos Mocedades (1985-1994, 2019-2022), Txarango Trío (1996) y Ana Bejerano Concept (2012).

## Biografía
En 1985 entró en el grupo Mocedades con la tarea de sustituir a Amaya Uranga, quien había iniciado su carrera como solista. Durante su permanencia en el conjunto grabó tres discos como principal solista: Tienes un amigo, Ana y Miguel y Las palabras. Grabó también la banda sonora de Las 1001 Américas. En 1992 participó en el disco Lilura Urdinak de Amaya Uranga. En 1994 abandonó el grupo Mocedades.
- Mocedades 1984-1989
  - Izaskun Uranga
  - Roberto Uranga
  - Javier Garay
  - José Ipiña
  - Carlos Zubiaga
  - Ana Bejerano

- Mocedades 1990-1993
  - Izaskun Uranga
  - Roberto Uranga
  - Javier Garay
  - Ana Bejerano
  - Iñaki Uranga

En 1996 fundó el grupo Txarango junto con dos miembros de Mocedades: Roberto Uranga y José Ipiña; y otros dos miembros de Trigo Limpio: Amaya Saizar y Javier Saizar. El nuevo grupo grabó un único disco, Todo tiene su sitio bajo el cielo. La marcha de los dos exmiembros de Trigo Limpio y de Roberto Uranga, y la llegada del guitarrista Luis Mateos hizo que el grupo pasara a denominarse Txarango Trío. Con este grupo actuaron durante varios años fundamentalmente en el País Vasco.
En 2012 formó un cuarteto de jazz con el nombre de Ana Bejerano Concept. En 2019 regresó, junto a Javier Garay, a Mocedades, con quienes estaba actuando en la gira realizada con motivo del 50.º aniversario del grupo.
- Mocedades Diciembre de 2018 - diciembre 2021
  - Javier Garay
  - Luis Hornedo
  - Aitor Melgosa
  - Icíar Ibarrondo
  - Ana Bejerano

Falleció en la mañana del 2 de enero de 2022 a la edad de 60 años en el Hospital de Urdúliz (Vizcaya), a causa de un grave problema en el aparato digestivo por el que había ingresado el 11 de diciembre. Tras su funeral celebrado el 10 de enero en la Iglesia de Santa Ana de su localidad natal las Arenas de Getxo, su cuerpo fue sepultado en su cementerio.

## Premios
- Premio Especial Radiolé a toda una trayectoria (29 de octubre de 2021) entregado en el Auditorio Fibes de Sevilla.[6]